# Каннський кінофестиваль 1951
4-й Каннський міжнародний кінофестиваль відбувся з 3-го по 20 квітня у Каннах, Франція. У попередньому, 1950 році, фестиваль не відбувся. Починаючи з 1951 року, фестиваль проводиться щорічно кожної весни.
У конкурсі фестивалю взяли участь 36 повнометражних та 39 короткометражних фільмів. Почесною нагородою Перемога французького кіно були відзначені Мішель Морган, Жан Маре та Жан Кокто.

## Журі
- Андре Моруа — Голова журі; письменник
- Рене Жан, критик
- Луї Шове, журналіст
- А. де Рувр, продюсер
- Гай Дессон, офіційний представник депутатів
- Жак Ібер, композитор
- Габі Морле, акторка
- Жордж Рагу, офіційний представник профспілок
- Карло Рім, сценарист
- Луїс Тушаж, художник
- Поль Віалар, письменник
- Олександр Каменка, продюсер
- Мадам Жорж Бідо
- Поль Вернейра, офіційний представник депутатів
- Поль Вейлл, кіноман
- Марсель де Убш, продюсер
- Марсель Ішак, режисер
- Фред Орен, продюсер
- Жан Тевенот, журналіст

## Фільми-учасники конкурсної програми
Повнометражні фільми
| Фільм                                     | Назва мовою оригіналу               | Режисер                                                  | Країна             |
| ----------------------------------------- | ----------------------------------- | -------------------------------------------------------- | ------------------ |
| Барка «Ізабель» прибуває сьогодні увечері | La Balandra Isabel llegó esta tarde | Карлос Г'юго Крістенсен та Луїс Гільєрмо Вільєгас Бланко | Венесуела Бразилія |
| Блискуча перемога                         | Bright Victory                      | Марк Робсон                                              | США                |
| Версія Браунінга                          | The Browning Version                | Ентоні Есквіт                                            | США                |
| Все про Єву                               | All About Eve                       | Джозеф Манкевич                                          | США                |
| Гріхи пана Дідлбока                       | The Sin of Harold Diddlebock        | Престон Стерджес                                         | США                |
| Дзеркало Голландії                        | Spiegel van Holland                 | Берт Ханстра                                             | Нідерланди         |
| Дивний шлюб                               | Különös házasság                    | Мартон Келеті                                            | Угорщина           |
| Диво в Мілані                             | Miracolo a Milano                   | Вітторіо де Сіка                                         | Італія             |
| Донна Дьябла                              | Doña Diabla                         | Тіто Давісон                                             | Мексика            |
| Дорога надії                              | Il Cammino della speranza           | П'єтро Джермі                                            | Італія             |
| Едуард і Кароліна                         | Édouard et Caroline                 | Жак Беккер                                               | Франція            |
| Жульєтта, або Ключ до сновидінь           | Juliette ou La clef des songes      | Марсель Карне                                            | Франція            |
| Заборонений Христос                       | Il Cristo proibito                  | Курціо Малапарте                                         | Італія             |
| Забуті                                    | Los Olvidados                       | Луїс Бунюель                                             | Франція            |
| Кавалер Золотої Зірки                     | Кавалер Золотой Звезды              | Юлій Райзман                                             | СРСР               |
| Казки Гофмана                             | The Tales of Hoffmann               | Майкл Павелл та Емерик Прессбургер                       | Велика Британія    |
| Криміналістична ідентифікація             | Identité judiciaire                 | Ерве Бромбергер                                          | Франція            |
| Марихуана                                 | Marihuana                           | Леон Климовський                                         | Іспанія Аргентина  |
| Місце під сонцем                          | A Place in the Sun                  | Джордж Стівенс                                           | США                |
| Мусоргський                               | Мусоргский                          | Григорій Рошаль                                          | СРСР               |
| Неаполь, місто мільйонерів                | Napoli milionaria                   | Едуардо Де Філіппо                                       | Італія             |
| Нерозумний                                | Balarrasa                           | Хосе Антоніо Нівес Конде                                 | Іспанія            |
| Новий Китай                               | Новый Китай                         | Сергій Герасимов                                         | СРСР               |
| Остання місія                             | Teleftaia apostoli                  | Нікос Цифорос                                            | Греція             |
| Острів'яни                                | Los Isleros                         | Лукас Демаре                                             | Аргентина          |
| Падаюча зірка                             | Der Fallende Stern                  | Гаральд Браун                                            | ФРН                |
| Пастка                                    | Past                                | Мартін Фріч                                              | Чехословаччина     |
| Робінзон варшавський                      | Robinson warszawski                 | Єжи Зажицький                                            | Польща             |
| Румбо                                     | Rumbo                               | Рамон Торрадо                                            | Іспанія            |
| Смертельні мрії                           | Die Tödlichen Träume                | Пауль Мартін                                             | ФРН                |
| Танець вогню                              | La Danza del fuego                  | Деніел Тінайр                                            | Аргентина Іспанія  |
| Фрекен Юлія                               | Fröken Julie                        | Альф Шеберґ                                              | Швеція             |
| Циганська Мадонна                         | La Virgen gitana                    | Рамон Торрадо                                            | Іспанія            |
| Чесне блокування                          | La honradez de la cerradura         | Луїс Ескобар                                             | Іспанія            |
| Четверо у джипі                           | Die Vier im Jeep                    | Леопольд Ліндтберг                                       | Швейцарія          |
| Шахрай                                    | Caiçara                             | Адольфо Челі                                             | Бразилія           |

## Переможці
- Гран-приз фестивалю:
  - Фрекен Юлія, режисер Альф Шеберґ
  - Диво в Мілані, режисер Вітторіо де Сіка
- Особливий приз журі: Все про Єву, режисер Джозеф Манкевич
- Срібна премія за найкращу чоловічу роль: Майкл Редгрейв — Версія Браунінга
- Срібна премія за найкращу жіночу роль: Бетті Девіс — Все про Єву
- Найкращий режисер: Луїс Бунюель — Забуті
- Найкращий сценарій: Теренс Реттіган — Версія Браунінга
- Найкраща робота оператора: Хосе Марія Бельтран — Барка «Ізабель» прибуває сьогодні увечері
- Найкраща музика: Жозеф Косма — Жульєтта, або Ключ до сновидінь
- Приз за найкращий короткометражний фільм: Виверження вулкана Етна, режисер Доменіко Паолелла